# Pilot Induced Oscillation
Als Pilot Induced Oscillation (PIO), auch Aircraft Pilot Coupling (APC) ist in der Luftfahrt ein unerwünschtes Verhalten des Flugzeugs, das durch eine Überreaktion des Piloten auf Auswirkungen seiner Steuerimpulse entstehen kann. Insbesondere wenn die Steuersysteme des Luftfahrzeugs nur mit Verzögerung auf die Kommandos des Piloten reagieren, dieser deswegen den Steuerimpuls verstärkt und nach Reaktion des Flugzeugs (die nun stärker ausfällt als ursprünglich gewünscht) mit einer starken Reaktion in die Gegenrichtung auszugleichen versucht, besteht die Gefahr von PIOs. Als Ergebnis führt das Flugzeug eine Schwingung um eine seiner Achsen aus, die zu kritischen Situationen führen kann.

## Ablauf und Varianten
Die Physik eines Luftfahrzeugs macht diese Oszillation für Piloten schwieriger als bei Kraftfahrzeugen. So führt das Bestreben, ein Flugzeug durch Ziehen am Höhenruder steigen zu lassen, automatisch zu einer Verringerung der Fluggeschwindigkeit. Ein weiterer Faktor ist die Reaktionsgeschwindigkeit der Instrumente im Vergleich zur Reaktionsgeschwindigkeit des Luftfahrzeugs. Das Erhöhen der Triebwerksleistung wird kein sofortiges Ansteigen der Fluggeschwindigkeit bewirken. Zudem wird die Erhöhung der Steigrate nicht sofort am Variometer angezeigt.
Ein Pilot strebt z. B. ein Sinken von 500 Fuß pro Minute an. Sinkt das Flugzeug jedoch schneller, beginnt er, durch Ziehen am Höhenruder dem Sinken entgegenzuwirken, bis das Variometer die gewünschte Sinkgeschwindigkeit anzeigt. Aufgrund der Verzögerung des Variometers allerdings sinkt das Flugzeug bereits mit einer geringeren Sinkrate. Durch Drücken am Höhenruder versucht der Pilot auszugleichen, womit der Ablauf erneut beginnt. Das Stabilisieren der Sinkgeschwindigkeit ist schwieriger als angenommen, da sich mit der Sinkrate zudem auch die Fluggeschwindigkeit ändert.
Die gefährlichste pilotenverursachte Oszillation kann bei Landungen entstehen. Ein kurzes zu starkes Ziehen am Höhenruder kann dazu führen, dass das Flugzeug zu langsam wird und die Gefahr eines Strömungsabrisses besteht. Eine natürliche Reaktion in so einem Fall ist es, die Nase nach unten zu drücken, was aber wiederum zu einem zu starken Sinken führt. Ein nachträgliches Ziehen wiederholt den Vorgang.

## Beispiele
- Beim Flugzeug-Crashtest Controlled Impact Demonstration wird das teilweise Misslingen ebenfalls der pilotenverursachten Oszillation zugeschrieben, infolge derer die Maschine erheblich außerhalb der Toleranzwerte des Versuchs aufschlägt.
- Bei Hängegleitern reagiert das Fluggerät mit deutlicher Verzögerung auf Steuerimpulse des Piloten nach rechts und links. Dadurch kann es zu einem ungewollten Aufschaukeln in Rechts-Links-Kurven kommen[1]
- Der letzte Flug im Rahmen der Tests für Anflug und Landeversuche der neu entwickelten Raumfähre Space Shuttle zeigte ein Problem mit dem Flugkontrollsystem auf, wodurch es anfällig für dieses unerwünschte Verhalten war.